# Zandagort
A Zandagort egy magyar fejlesztésű, böngészőben játszható, valós idejű, többszereplős (massively multiplayer) online sci-fi stratégiai játék, valamint a játék világában egy földönkívüli herceg az Androméda-galaxisból.

## Összefoglaló
A Zandagort egy 4X-típusú játék, melyben minden játékos először a saját bolygóján építkezik, növekedik, fejleszt (eXploit), később nekivághat más bolygók meghódításának (eXplore, eXpand), amíg bele nem ütközik a többi játékosba, akikkel vagy háborúzni kezd (eXterminate), vagy szövetségre lép.

## Háttértörténet

### Első forduló (s1)
Miután a 32. század elején sikerült átültetni a gyakorlatba a csillagközi utazás elvét, az emberiség kirajzott az űrbe, és alig 200 év alatt benépesítette az egész Galaxist. A történelmi tapasztalat azt mutatta, hogy a békés egymás mellett élés kulcsa, ha egyetlen nemzet, hadsereg vagy politikus sem ural egynél több terraformált bolygót. Ez volt az Egyesült Bolygók Szövetségének legfontosabb előírása, melyet mindenki betartott. Mígnem...
3492-ben sikerült kapcsolatot teremteni egy idegen civilizációval a szomszédos Androméda-galaxisban. Sajnos kiderült, hogy az idegenek a gonosz Zandagort herceg uralma alatt élnek, akinek legfőbb célja az egész Univerzum meghódítása. A kapcsolatfelvétel után nem sokkal útnak is indították hadiflottáikat galaxisunk irányába.
Ebben a válsághelyzetben ült össze az EBSZ, hogy megoldást találjanak a problémára. Bár kézenfekvőnek tűnt, hogy a bolygók egyesítsék flottáikat, nem tudtak megállapodni abban, hogy ki is irányítsa az így létrejövő galaktikus haderőt. Hamar nyilvánvaló lett, hogy a tárgyalások nem vezetnek eredményre, és kitört a háború.
Mintegy 600 éves (a valóságban 6 hónapos) építkezés, fejlődés, intrika és küzdelem következett. Végül nem sokkal Zandagort flottáinak megérkezése előtt egy áruló szekta, a Zandagort Egyháza átállt az idegenekhez, megosztva ezzel az emberek ellenállását.

### Második forduló (s2)
4078. február 7-én, a Végítélet napján, IsenMother, az utolsó emberi bolygó is annihilálódott. Bár a Tejútrendszer, az emberiség bölcsője, ahol először emelte fel fejét a sárból, fennmaradt, minden otthonosságát elvesztette. Csillagok, gázóriások, kisbolygók, üstökösök, csillagközi por és köd, sötét anyag, és a vákuum végtelen üressége, de sehol egy lakható bolygó.
Az emberi faj azonban nem halt ki. Számos bolygóról sikerült evakuálni a lakosság legalább egy töredékét, és a terraformáláshoz szükséges növényeket és állatokat. Több ezer Noé bárkája szállította a menekülteket, végül ezek a flották egyesültek, és elindultak új hazát keresni.
Így teltek el hosszú évszázadok. A hajók rótták az unalmas fényéveket, és egy kis létszámú legénységen kívül mindenki sztázisban feküdt, mert így egyszerűbb volt megőrizni a békét. Végül 4450-ben elérték a kitűzött célt, egy barátságos galaxist, melyet Új Tejútnak neveztek el.
Most, hogy felkeltettek mindenkit a sztázisból, és a kényszerű összezártság megszűnt, ismét megkezdődött az önállósodás, és a frakciók egymás ellen fordulása. Főleg, hogy a legfrissebb információk szerint Zandagort, miután berendezkedett régi otthonunkban, folytatja az üldözést.

### Harmadik forduló (s3)
Rév és Camelot. Két bolygó. Ennyi maradt meg az emberiség második otthonából, az Új Tejútból. Körülöttük több ezer bolygó és mintegy 100 milliárd ember hűlt helye. Nyomasztó környezet.
Ám alig halt ki az utolsó háborús generáció, máris feltámadt az emberekben a vágy, hogy újra nekivágjanak a nagy kalandnak, az űrnek. A kolonizációt gondosan előkészítették, a kiszemelt galaxis nem volt messze. A bátrak elindultak a nem is annyira ismeretlenbe, a még bátrabbak maradtak, megvédeni hazájukat, ha egyszer visszatérne Zandagort.
A játék előbbiek sorsát követi, akik 5217-ben elérték Trilliant, a legendás űrutazóról elnevezett galaxist.

## A játék menete, felépítése

### Bolygók
A Zandagort a világűrben, egy galaxisban játszódik, ahol a regisztráció után minden játékos kap egy terraformált bolygót. Itt kell ökológiailag fenntartható gazdaságot építenie, a népességét növelnie, fejlett technológiákat kikutatnia. Öt bolygóosztály van: trópusi, szubtrópusi, mediterrán, nedves és északi. Ezek egyrészt a rajtuk található növény- és állatvilágban térnek el, másrészt az elérhető energiaforrásokban, harmadrészt a természeti erőforrásaikban.

### Ökoszféra
A játék tartalmaz egy ökológiai modellt, amely leírja a bolygókon található növények és állatok összefüggéseit és növekedését. Ennek kezdetben kis jelentősége van, később, a népesség növekedésével azonban egyre fontosabbá válik, mert az élelmiszer, az alkohol és a fa építőanyag forrása az ökoszféra.

### Gazdaság
A gazdasági rendszer többszintű, vagyis az erőforrások egy része több lépcsőben áll elő. Az űrhajókhoz szükséges műanyagot például olajból állítják elő, az olajat szénből, a szenet pedig fából (terraformált bolygókon nincs természetes fosszilis tüzelőanyag). A gazdaság alapja a munkaerő, vagyis a növekedéshez egyre nagyobb népesség, ehhez pedig élelmiszeripar és települések szükségesek.

### Tech szintek
A tanulási görbe laposabbá tétele érdekében az épületek egy része csak bizonyos tech szinten érhető el, melyekhez a népességet kell növelni. Így a kezdő játékosok nem egyszerre szembesülnek az összes gyárral és erőforrással, hanem fokozatosan tanulhatják meg, hogy mi mire való.

### Kutatás-fejlesztés
A fejlettebb erőművek és űrhajók építéséhez kutatóintézeteket kell üzemeltetni. Ezek képzett munkaerőt (és hozzá városokat) igényelnek. A természeti erőforrások (nyers kő, nyers homok, titánérc, uránérc) utánpótlásához szükséges geológiai kutatások szintén ezekben az intézetekben történnek.

### Űrhajók
A játék egyik fontos eleme a háború, és az ehhez szükséges űrhajók. A 18-féle hajó alapvetően három típuscsoportba sorolható: cirkálók, vadászok és rombolók. Ezek kő-papír-olló-viszonyban állnak egymással: a vadászok plazmatorpedóikkal, rárepülő harci stílusukkal és refraktorpajzsukkal hatásosak a cirkálók ellen, a rombolók plazmavetőikkel és ionpajzsukkal a vadászok ellen, a cirkálók pedig lézerágyúikkal és titánpajzsukkal a rombolók ellen. Van néhány speciális hajó, mint a támadást erősítő koordinátort, a pajzshajó OHS-1, a felderítésre használható szonda, a nagysebességű fulgur, a három típuscsoport előnyeit egyesítő anyahajó, vagy a csodafegyver nemesis.

### Háború
A hajók flottákba szerveződve vethetők be. Az így összeállított, együtt harcoló hajók egymás tulajdonságait is módosítják, például növelhetik egymás támadóerejét. Vagyis a flották összeállításának stratégiai szerepe van. További befolyásoló tényező a kezdeményezőképesség, a pontosság, a tapasztalat, a morál és a szerencse. A bolygókat a fölöttük állomásozó flották védik. Ha egy bolygó védelmét elpusztítják, akkor kifosztható. Ha pedig a korábbi fosztogatások miatt elég alacsony a lakosság morálja, akkor elfoglalható.

### Hírszerzés, szabotázs, elhárítás
Lehetőség van hírszerzőközpontokban titkosügynökök kiképzésére is. Ezekkel egyrészt kémkedni lehet, vagyis információt szerezni az ellenséges bolygókról. Másrészt szabotázsakciókat végrehajtani. Harmadrészt az ellenséges kémek és szabotőrök ellen elhárítást szervezni.

### Kereskedelem
A megtermelt árukkal lehetőség van kereskedni. Ehhez teleportokra van szükség, mert a szállítás nem hajókkal, hanem féregjáratokon át történik. Saját bolygók közt is lehet árut szállítani, de a tényleges kereskedelem a Galaktikus Tőzsdén zajlik, ahol az árakat a kereslet-kínálat határozza meg. A folyamatosan növekvő árumennyiség deflációs hatását a Galaktikus Központi Bank intervenciói akadályozzák meg. Az egységes pénznem a shylock (ISO-kódja: SHY)

### Szövetségek
A játékosok szövetségeket hozhatnak létre. Az egy szövetségbe tartozó játékosok közvetlenül kereskedhetnek egymással, kommunikálhatnak a belső chat- és fórumrendszeren, közös tulajdonban kezelhetnek bolygókat és flottákat, megoszthatják egymással a kifejlesztett technológiákat, adórendszerrel segíthetik a gyengébb tagok fejlődését és a bolygóközi munkamegosztást.

## Finanszírozás
Mint a böngészőben játszható játékok általában, a Zandagort is alapvetően ingyenes. A fejlesztés, a support és a hoszting költségeit azonban hosszú távon ki kell termelnie. Ennek jelenleg egyetlen forrása a prémium rendszer. Ez azt jelenti, hogy bárki, aki szeretné támogatni a játékot, előfizethet, és a támogatásért cserébe bizonyos extra szolgáltatásokat kap. Ezek úgy lettek összeválogatva, hogy semmilyen közvetlen, más módon behozhatatlan előnyt ne nyújtsanak. Így például nem lehet velük lerövidíteni az építési időket, vagy megnövelni a gyárak kitermelését. Inkább kényelmi funkciókról van szó, mint az építési lista, a beépített ökoszimulátor vagy a szűrhető áttekintő térkép. A jövőben a finanszírozás merchandising-gal és szponzorokkal bővülhet.

## A fejlesztés története
A játékot egy budapesti programozó, Németh András fejleszti, 2008 júliusa óta, játékosok és barátok aktív bevonásával.
A játék neve eredetileg Aldebaran lett volna (az Alfa Tauri és egy hozzá kapcsolódó Douglas Adams-vers nyomán), de az Internet Szolgáltatók Tanácsának szigorú szabályai ezt lehetetlenné tették Ekkor egy nyílt, netes névpályázaton végül a Zandagort név nyert, és ehhez született meg a háttértörténet.
A kezdetben tervezett fejlesztési idő 3-4 hónap volt. 2008 decemberében azonban, nem sokkal az első bétateszt indulása után nyilvánvalóvá vált, hogy nem lesz tartható az eredeti ütemterv.Így ez a bétateszt 2009 márciusáig tartott, majd újabb csúszás miatt egy második bétateszt is indult, májustól júliusig. Így végül 6 hónap tesztelés és további fejlesztés után 2009. július 31-én elindult az első éles szerver, amely 2010. február 7-ig tartott.
A második forduló tanulságai (elsősorban a csalások és az ellenfél teljes megsemmisítésének lehetősége) azt mutatták, hogy komoly és megfontolt átalakításokra van szükség, emiatt a harmadik forduló előtt 3 hónap szünet volt. Ezzel párhuzamosan elkezdődött a játék lefordítása angolra, így egy hónappal a harmadik forduló indulása után megtörtént a nemzetközi debütálás is.

## A realisztikusság korlátai
A játék eredendően a hard scifi vonalat képviseli. Vagyis megpróbálja figyelembe venni mai természettudományos ismereteink alapján (beleértve a tudományos spekulációkat is) a technológia lehetőségeit és korlátait. Ez azonban sokszor szembemegy a játszhatósággal, így bizonyos esetekben kompromisszumokra van szükség. Ilyenek például:
- fénysebesség: a játékban az űrhajók a fénysebesség többszörösével haladnak, és semmilyen relativisztikus hatásnak nincsenek kitéve
- Távolságbeli nagyságrendek: a bolygók, naprendszerek, galaxisok közti távolságok több nagyságrendben eltérnek, ami megnehezíti a tájékozódást és állandó sebesség esetén időtáv problémákhoz vezet (ld. következő pont). Éppen ezért a játékban csak egy galaxis van, és naprendszerenként egy bolygó, az ezek közti távolság pedig viszonylag kiegyenlített.
- Időtávbeli nagyságrendek: az ökoszféra (évszázadok), a gazdaság (évtizedek), és a háborúk (hónapok-évek) időtávja több nagyságrendben eltér, ami vagy unalomhoz vagy kezelhetetlen gyorsasághoz vezet. A játékban ezek az időtávok össze lettek sűrítve.
- Technológia: az eredeti tervekben szerepelt a Dyson-gömb, mint az energiatermelés csúcsa, ez azonban szintén nagyságrendi problémák miatt kimaradt
- Ökoszféra: a több százmillió fajjal rendelkező földi ökoszférára teljesül a stabilitás és a biodiverzitás közti összefüggés, a játékban szereplő kb. egy tucat fajjal rendelkező bolygók esetén viszont nem, így ezt a kapcsolatot mesterségesen kell megteremteni.

## Inspirációk
A játék számos forrásból merített inspirációt, elsősorban nem a konkrét játékelemek szintjén, hanem a mondanivalóban. Ilyenek például:
- Stanisław Lem (Solaris): az ember valójában nem képes idegen világok felfogására, saját magát keresi az Univerzumban, és saját magát is találja meg. Ezért nincsenek idegen fajok (leszámítva a végjátékot), ezért harcolnak az emberek egymással, és ezért vannak a földi klímaöveket tükröző terraformált bolygók.
- Arthur C. Clarke (Az új lakók): az ember és a technológia nem mindenható, a természetet nem tudja legyőzni. Ezért épül még a távoli jövőben is a bioszférára a társadalom és a gazdaság.
- Daniel Quinn (Izmael): a világ és a biológiai életközösség nem az emberé, se joga, se lehetősége nincs a végsőkig uralni és leigázni. Ezért került bele a játékba az egész ökológiai vonal.
- Garrett Hardin (A közlegelők tragédiája): ha egy erőforrás köztulajdonban van, azt mértéktelenül túlhasználják. Ezért van mindenkinek saját bolygója.
- William Golding (A Legyek Ura): minden civilizáltság és fejlődés ellenére az ember(i természet) nem változik, ugyanolyan barbár, mint mindig is volt. Ezért jelenti a játék egyik alapját a háború és az összefogás hiánya.

## Demográfia
Az első forduló alapján a játékosok 93%-a férfi, 81%-a városi, 20%-a diplomás, és a többségük alkalmazott (33%), tanuló vagy diák (40%). Az átlag életkor 24,9 év, a medián 23,5, a játékosok negyede 18 alatti (alsó kvartilis) vagy 31 fölötti (felső kvartilis), a felük pedig 18 és 31 év közötti. A 18-49 éves korosztály adja a Zandagortosok 74%-át.

## Fanfiction
A játék világa több fanfiction művet is ihletett. Az első szerveren a novellasorozatnak megfelelő űrhajóleírások, négy novella, egy fiktív újságcikk, egy gazdasági elemzés, és két fan videó született a játékosok tollából.
A második szerveren pedig igen termékenyek lettek az írók és a videoszerkesztők, ugyanis hét újabb rajongói videó, huszonegy novella, egy gazdasági elemzés és egy novellisztikus bolygóleírás is született.